# Ломовка (приток Тёши)
Ломовка — река в России, протекает в Выксунском, Ардатовском и Кулебакском районах Нижегородской области. Устье реки находится в 95 км по левому берегу реки Тёша. Длина реки составляет 36 км, площадь бассейна — 276 км².
Исток реки у деревни Гагарская в Выксунском районе близ его границы с Ардатовским в 42 км к юго-востоку от города Выкса. Исток лежит на водоразделе, рядом начинается река Варнава (приток Мокши). Течёт на север, вскоре после истока перетекает в Ардатовский район, нижнее течение находится в Кулебакском районе. Почти всё течение проходит по ненаселённому лесу. Притоки — Коврожа, Ломов (правые). Впадает в Тёшу в черте села Ломовка.

## Данные водного реестра
По данным государственного водного реестра России относится к Окскому бассейновому округу, водохозяйственный участок реки — Тёша от истока и до устья, речной подбассейн реки — Бассейны притоков Оки от Мокши до впадения в Волгу. Речной бассейн реки — Ока.
Код объекта в государственном водном реестре — 09010300212110000030656.